# O klang och jubeltid
O klang och jubeltid är det fjärde studioalbumet av den svenska folkmusikgruppen BAO, släppt i juni 2011.

## Låtlista
Alla låtar är komponerade av Benny Andersson utom #3 "Månstrålar klara" = trad.
| 1.           | O klang och jubeltid         | Björn Ulvaeus | Benny Andersson | Helen Sjöholm, Tommy Körberg, Kalle Moraeus | 3:54  |
| 2.           | Kära syster                  | Björn Ulvaeus | Benny Andersson | Helen Sjöholm                               | 4:10  |
| 3.           | Månstrålar klara             | Arvid Ödmann  | trad.           | Tommy Körberg                               | 3:09  |
| 4.           | Midsommarpolka               |               | Benny Andersson |                                             | 3:25  |
| 5.           | Allt syns när man är naken   | Björn Ulvaeus | Benny Andersson | Helen Sjöholm, Tommy Körberg, Kalle Moraeus | 4:16  |
| 6.           | Alla goda ting               |               | Benny Andersson |                                             | 2:29  |
| 7.           | En dag i sänder              | Björn Ulvaeus | Benny Andersson | Helen Sjöholm                               | 3:45  |
| 8.           | Flickornas rum               |               | Benny Andersson |                                             | 2:28  |
| 9.           | De ljuva drömmarnas orkester | Björn Ulvaeus | Benny Andersson | Helen Sjöholm, Tommy Körberg, Kalle Moraeus | 4:05  |
| 10.          | Jag hör...                   | Björn Ulvaeus | Benny Andersson | Tommy Körberg                               | 3:29  |
| 11.          | Sorgmarsch                   |               | Benny Andersson |                                             | 4:53  |
| 12.          | Vilar glad. I din famn       | Kristina Lugn | Benny Andersson | Helen Sjöholm                               | 4:24  |
| 13.          | Brudmarsch                   |               | Benny Andersson |                                             | 4:19  |
| Total längd: | Total längd:                 | Total längd:  | Total längd:    | Total längd:                                | 48:46 |

## Listplacering
| Lista (2011) | Topplacering |
| ------------ | ------------ |
| Sverige      | 1            |

## Medverkande
Medverkande på inspelningen O klang och jubeltid:
- Benny Andersson: dragspel, piano, synclavier
- Göran Arnberg: klaviaturer
- Janne Bengtsson: flöjt, piccolaflöjt, barytonsaxofon
- Pär Grebacken: saxofon (alt- & tenor-), klarinett, blockflöjt
- Leif Göras: fiol, mandolin, cello
- (Nils-Erik) Nicke Göthe: fiol, mandolin
- (Jan-Erik) Jogga Ernlund: kontrabas, elbas
- Calle Jakobsson: tuba, trombon, kontrabastrumpet
- Tommy Körberg: sång
- Leif Lindvall: trumpet, kornett, flügelhorn
- Kalle Moraeus: sång, fiol, akustisk gitarr, elgitarr, banjo, mandolin
- Olle Moraeus: fiol, viola, mandolin
- (Pererik) Perra Moraeus: fiol, altsaxofon, mandolin
- Lars Rudolfsson: dragspel
- Helen Sjöholm: sång
- Jörgen Stenberg: trummor, slagverk

Övriga medverkande:
- Adolf Fredriks Flickkör dirigerad av Karin Bäckström: körsång i "O klang och jubeltid" och "Brudmarsch"
- Cajsa Ekstav: nyckelharpa i "Brudmarsch"
- Cecilia Österholm: nyckelharpa i "Brudmarsch"

### Fotnoter
1. ↑  ”O klang och jubeltid / Benny Anderssons orkester med Helen Sjöholm och Tommy Körberg”. Svensk Mediedatabas. Kungliga Biblioteket. https://smdb.kb.se/catalog/id/002732564. Läst 27 juni 2025.
2. ↑  ”Svensk mediedatabas”. http://smdb.kb.se/catalog/id/002732564. Läst 3 augusti 2011.
3. ↑  Mono Music, official homepage. http://www.monomusic.se/cd/o-klang-och-jubeltid maj 2011.aspx
4. ↑  ”Listplacering”. http://hitparad.se/showitem.asp?interpret=Benny+Anderssons+Orkester&titel=O+klang+och+jubeltid&cat=a. Läst 3 augusti 2011.
5. ↑  ”Benny Anderssons Orkester: O Klang Och Jubeltid”. Mono Music. Arkiverad från originalet den 7 augusti 2011. https://web.archive.org/web/20110807170249/http://www.monomusic.se/cd-o-klang-och-jubeltid.aspx. Läst 17 juni 2011.